# Língua anglo-normanda
O anglo-normando, também conhecido como anglo-normando francês, é uma variação da língua normanda que foi usado na Inglaterra e, em nível menor, em várias outras localidades das Ilhas Britânicas durante o período Anglo-Normando. Foi utilizado como língua administrativa pelo governo britânico entre os séculos XII e XV.

## Classificação genética
- Indo-europeu
  - Itálico
    - Romance
      - Continental
        - Ocidental
          - Galo-Romance
            - Anglo-Normando

## História
A conquista da Inglaterra, levada a cabo em 1066 por Guilherme I (precisamente chamado por isso “O Conquistador”), duque da Normandia, teve conseqüências importantes do ponto de vista cultural. Ainda que de origem nórdica, os normandos haviam perdido por completo sua língua e assimilado o francês, que foi a língua que levaram à Inglaterra: também a nobreza inglesa se adaptou ao uso da corte e dos vassalos normandos. Assistiu-se assim uma rápida decadência da literatura anglo-saxã, paralela à difusão do francês com língua da literatura, dos tribunais, etc.
O francês transplantado à Inglaterra, claro, não era nada mais que o “normando”, pois com Guilherme I o Conquistador iam nomes e soldados de várias regiões da França setentrional; sua base, contudo, era principalmente normanda. Daí que a variedade que foi formada no solo inglês se deu o nome – impróprio, para dizer a verdade – de anglo-normando (mais justo seria anglo-francês, que alguns estudiosos propõem, sem muita sorte).
O prestígio do anglo-normando foi tão grande que até autores ingleses de nascimento o empregaram com fins literários. Possuía algumas particularidades que o distinguiam do francês do continente. Durante a segunda metade do século XIII, as diferenças se tornaram mais sensíveis, por influência do substrato inglês. Assim continuou até meados do século XIV quando o inglês conseguiu recuperar a supremacia, ainda que muitos documentos oficiais continuaram sendo redigidos em francês. Mesmo adotando o francês como meio de comunicação, os normandos conservaram muitos termos escandinavos com afã estilístico e diferenciador, que sofreram trocas fonéticas, mas que são características desta variedade idiomática. Existe um amplo inventário nos topônimos e nos patronímicos. Durante o primeiro período, o anglo-normando desempenhou um papel importante tanto na literatura francesa como na inglesa, assim como na evolução do inglês da Idade Média.
Entre as obras mais importantes que foram escritas neste dialeto, estão as crônicas de caráter histórico, dado que foi na Normandia onde apareceram as primeiras obras deste tipo que não empregaram o latim, e sim a língua vernácula. Geoffrey Gaimar, poeta e historiador anglo-normando do século XII escreveu Estorie des Engles (“História dos Ingleses”). Outro cronista anglo-normando, Wace, escreveu Roman de brut o La geste de Bretons (“O gesto dos Bretões”), também conhecida como Roman de rou, poema épico escrito em dezessete mil versos decassílabos ou octassílabos.
Outras obras do século XII são o Cumpoz (um calendário eclesiástico) e o Bestiaire (“Bestiário”) do poeta normando Philippe de Thaon ou Thaün, as leis de Guilherme I o Conquistador, algumas versões dos poemas como a Chanson de Roland (“Canção de Roland”) e a escrita neste dialeto Chançun de Guillelme (“canção de Guilherme”), que seguramente pertence ao final do século XII.
O século XIII foi o melhor momento da produção literária neste dialeto. Pertencem a este período os poetas Fantosme, que escreveu uma crônica sobre as invasões escocesas ocorridas entre 1173-1174; Angier, autor de uma biografia de São Alberto Magno; e Guilherme de Berneville, que descreveu a vida de São Gilles. Tema de vários poemas anônimos foram o mártir inglês Thomas Becket, o lendário cavaleiro inglês Bevis de Hampton (Boeve de Haumtone), São Auban e outros personagens. Além disso, foram feitas versões de outras obras célebres da época como Pèlerinage de Charlemagne (“A Peregrinação de Carlos Magno”), o misterioso Le Jeu D’Adam (mal traduzido durante vários séculos como “O Jogo de Adão”), como também Fabliau du Héron. No século XIV, que marca o declive de sua literatura, o anglo-normando Nicole Bozon escreveu Contes Moralisées (“Contos Morais”). Além disso, podem-se assinalar algumas versões sobre os episódios mais famosos da Bíblia.
Após isso se seguiu empregando o francês nos tribunais da Inglaterra até a segunda metade do século XVI. No final do século XVIII desapareceu completamente o uso e subsistem alguns termos legais nos tribunais das Ilhas do Canal.